# Motor shunt

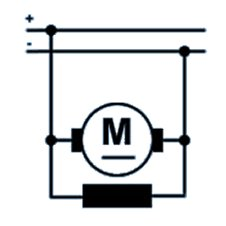
Motor eléctrico paralelo.

El motor shunt o motor de excitación en paralelo es un motor eléctrico de corriente continua cuyo bobinado inductor principal está conectado en derivación o paralelo con el circuito formado por los bobinados inducido e inductor auxiliar.
Al igual que en las dinamos shunt, las bobinas principales están constituidas por muchas espiras y con hilo de poca sección, por lo que la resistencia del bobinado inductor principal es muy grande.
En el instante del arranque, el par motor que se desarrolla es menor que en el motor serie (también uno de los componentes del motor de corriente continua). Al disminuir la intensidad absorbida, el régimen de giro apenas sufre variación.
Es el tipo de motor de corriente continua cuya velocidad no disminuye más que ligeramente cuando el par aumenta.
Los motores de corriente continua en derivación son adecuados para aplicaciones en donde se necesita velocidad constante a cualquier ajuste del control o en los casos en que es necesario un rango apreciable de velocidades (por medio del control del campo).
El motor en derivación se utiliza en aplicaciones de velocidad constante, como en los accionamientos para los generadores de corriente continua en los grupos motogeneradores de corriente continua.